# Arman Soldin
Arman Soldin (Sarajevo, 21 de marzo de 1991-Chásiv Yar, 9 de mayo de 2023) fue un periodista bosnio-francés. Fue asesinado por un cohete BM-21 Grad lanzado desde Rusia mientras informaba para la Agencia France-Presse en Ucrania, cerca de la ciudad de Chasiv Yar, óblast de Donetsk, durante la invasión rusa. Su muerte fue recordada y deplorada por periodistas de todo el mundo y líderes internacionales. Francia le concedió póstumamente la Legión de Honor.

## Primeros años
Nació el 21 de marzo de 1991 en Sarajevo, RS de Bosnia y Herzegovina (actual Bosnia y Herzegovina). Tras la Guerra de Bosnia su madre Oksana lo refugió en Francia el 25 de abril de 1992, a los 12 meses de edad. La familia regresó a Bosnia seis años después del conflicto étnico, ahí asistió a la escuela primaria. Sin embargo, tras el divorcio de sus padres en 2002, retornó a Francia y vivió en Rennes. Además del bosnio como lengua materna, hablaba francés, inglés e italiano. Con un interés precoz por las noticias y el periodismo, a los 16 años creó una compilación en YouTube, Sarajevo in War, ambientada en el triste Adagio del compositor italiano Tomaso Albinoni.
Cursó el bachillerato francés, con una especialización en ciencias, y recibió su matrícula de honor en el Lycée Saint Martin de Rennes, entre 2006 y 2009. En 2013, obtuvo una licenciatura en ciencias políticas y estudios de Europa del Este, con especialización en política, economía, historia y relaciones internacionales por el University College de Londres. Durante su estancia allí, fue coeditor jefe de la revista Eureka, dedicada a la política, la sociedad, el arte y la cultura.
En 2014 realizó una maestría en producción y gestión en artes escénicas, cinematografía y producción en cine y video por la Universidad de Sarajevo, un año más tarde se graduó de la Universidad Lumière-Lyon II, con una segunda maestría en periodismo y nuevas prácticas periodísticas.

## Carrera
Se unió a la Agence France-Presse en 2015 como pasante en Roma. Informó sobre la llegada de refugiados africanos a la pequeña isla italiana de Lampedusa. Luego trabajó para la oficina de la agencia en Londres, informando en junio de 2018 sobre el enfrentamiento entre el gobierno italiano y el barco humanitario Lifeline con 233 migrantes a bordo, muchos enfermos, cuando llegó a Malta después de una semana de espera en el Mediterráneo, y en octubre sobre la victoria del nacionalista Milorad Dodik en el escaño reservado para los serbios en la presidencia colegiada de Bosnia. En 2019, publicó una noticia sobre los treinta y nueve cadáveres, incluido el de un adolescente, descubiertos en el este de Londres en un camión refrigerado procedente de Bélgica. Durante el surgimiento del Brexit, escribió en diciembre de 2019 sobre la oposición de la primera ministra escocesa, Nicola Sturgeon, y su intento de celebrar un plebiscito sobre la independencia de Escocia.
Fue también un talentoso futbolista juvenil del Stade Rennais en el oeste de Francia de 2006 a 2008, dejó de competir debido a una lesión de rodilla, pero utilizó su experiencia como comentarista deportivo entre 2021 y 2023 en la Premier League, la Eurocopa femenina de la UEFA y los partidos de la Supercopa de la UEFA para Canal+ Francia.

### Ucrania
Cuando comenzó la invasión rusa a Ucrania en febrero de 2022, este se ofreció inmediatamente como voluntario para estar entre los primeros enviados especiales de la agencia France-Presse. Más tarde fue rotado, en contra de sus deseos, pero regresó a Ucrania en septiembre de 2022, trabajando como coordinador de video. Con frecuencia usaba su teléfono móvil para grabar sujetos que de otro modo se sentirían intimidados por una cámara de video, como una mujer cavando en su jardín en Chasiv Yar, o el ex soldador Oleksandr entregando pan a civiles refugiados en su ciclomotor en Dombás. En Jersón, en diciembre de 2022, produjo un video para AFP de rescates riesgosos de civiles ucranianos varados en islas en el río Dniéper después de que las tropas rusas se retiraran en noviembre al otro lado del río, pero mantuvo francotiradores y artillería entrenados sobre la rivera del río, convirtiéndolo en una nueva línea de frente. Su cobertura en enero de 2023 mostró una intensa ofensiva rusa en Soledar y Vugledar, en el este del óblast de Donetsk. En abril de 2023, cubrió a soldados ucranianos que forjaban defensas cerca de Bajmut.

Era un ávido activista en redes sociales. Una de las historias que más llamó la atención fue cuando él y su equipo encontraron un erizo herido en una zanja, lo alimentaron y lo liberaron al cabo de un par de días. En memoria del videorreportero de AFP Arman Soldin, Olha Chevhaniuk, de la ONG UAnimals, anunció una subvención de ₴100,000 (€2,475.13) para voluntarios y refugios que rescaten erizos en zonas de guerra. Declaró:
Anteayer nos escribimos y hoy falleció. La semana pasada, el periodista francés Armand Soldin nos escribió y compartió un video de cómo él y sus colegas rescataron a un erizo exhausto en una zanja. Curó al animal y luego lo liberó. Editamos un breve reportaje basado en el video de Arman, que conmovió a muchos de nuestros suscriptores. Nos dio las gracias y nos alegramos por su generosidad. Y acabamos de enterarnos de que Arman falleció. Fue un shock devastador... solo nos conocíamos por internet, pero tuvimos tiempo de sentir lo amable y devota que era esta persona. Cuando se supo la noticia de la muerte de Armand, nos consultamos y decidimos honrar su memoria, al menos simbólicamente.

## Fallecimiento
El 9 de mayo de 2023, el equipo se encontraba cerca de la ciudad de Chasiv Yar, óblast de Donetsk, junto con un destacamento de soldados ucranianos. Falleció a los 32 años de edad por causa de un cohete BM-21 Grad que explotó cerca del lugar donde yacía. Nadie más resultó herido. Emmanuel Peuchot, un experimentado corresponsal de guerra que se había unido al equipo en octubre de 2022, informó que este murió "con la cámara en la mano", "sin signos de sufrimiento en el rostro".

Gulnoza Said, coordinadora del programa de Europa y Asia Central del Comité para la Protección de los Periodistas en Nueva York, respondió a la noticia de su muerte con la siguiente declaración:
El Comité para la Protección de los Periodistas lamenta profundamente la muerte del periodista Arman Soldin mientras cubría la guerra en Ucrania. Expresamos nuestras más sinceras condolencias a sus amigos y familiares. Los periodistas son civiles cuya cobertura desde zonas de guerra es esencial. Instamos a las autoridades rusas y ucranianas a que investiguen exhaustivamente las circunstancias de la muerte de Soldin.
El CPJ señaló que fue el decimoséptimo periodista asesinado en Ucrania desde 2022. El director de noticias globales de Reporteros Sin Fronteras, Phil Chetwynd, señaló que:
La brillante labor de Arman resume todo lo que nos enorgullece del periodismo de AFP en Ucrania. Su muerte es un terrible recordatorio de los riesgos y peligros de informar sobre esta guerra.
Su asesinato fue condenado por la Directora General de la UNESCO, Audrey Azoulay, en un comunicado de prensa publicado el 10 de mayo de 2023. El mandato de la UNESCO de "promover la libre circulación de ideas mediante la palabra y la imagen" incluye la protección de periodistas y trabajadores de los medios de comunicación contra cualquier forma de ataque y represalia relacionada con sus funciones. Los hechos y circunstancias que rodearon este asesinato están clasificados y archivados en línea en el Observatorio de Periodistas Asesinados de la UNESCO. La directora para Europa de la Agence France-Presse, Christine Buhagiar, recordó a Soldin como "entusiasta, enérgico y valiente", y los periodistas y el personal de AFP en París y en todo el mundo guardaron un minuto de silencio el 11 de mayo en memoria de su colega.
El presidente francés, Emmanuel Macron, anunció en Twitter que «un periodista de la Agence France-Presse, uno de nuestros compatriotas, Arman Soldin, fue asesinado en Ucrania. Con valentía, desde las primeras horas del conflicto estuvo en el frente para esclarecer los hechos», y que «compartimos el dolor de sus seres queridos y colegas».
 

El 1 de junio de 2023, en su sede de París, AFP celebró una ceremonia en su memoria y anunció que la semana siguiente sus periodistas volverían a informar en primera línea en Ucrania. El director de información de AFP, Phil Chetwynd, envió un correo electrónico a los empleados de la agencia, detallando las circunstancias de su muerte.
Arman murió a causa del disparo de un cohete Grad cerca de la aldea de Chasiv Yar, en el este de Ucrania, mientras nuestro equipo de cuatro periodistas se alejaba de las líneas del frente, escoltado por dos soldados ucranianos, ... sus colegas en el terreno creen que pudo haber intentado alcanzar la trinchera unos metros más adelante, en lugar de tirarse al suelo... el cohete cayó muy cerca de Arman y murió casi instantáneamente.
La ex portavoz de la Casa Blanca, Karine Jean-Pierre, afirmó que «el mundo tiene una deuda con Arman Soldin, periodista de la AFP que perdió la vida hoy en el frente de la guerra en Ucrania... el periodismo es uno de los pilares de una sociedad libre».
Según el seguimiento mundial sobre la seguridad de los periodistas realizado por el Observatorio de Periodistas Asesinados, fue el tercer profesional de los medios asesinado en Ucrania en 2023.
La unidad de investigación antiterrorista francesa, la Oficina Central de Lucha contra los Crímenes Internacionales Más Esenciales y los Crímenes de Odio (Office central de lutte contre les crimes contre l'humanité, OCLCH), inició una investigación por crímenes de guerra sobre la muerte de Soldin e indagó en las circunstancias de su muerte, según dijeron los fiscales.
Le sobreviven su madre Oksana, su hermana Ena y su hermano menor Sven.